# Floridor
Josias de Soulas, dit Floridor, est un acteur français né dans la Brie en 1608 et mort à Paris le 14 août 1671. Écuyer, sieur de Primefosse, il était gentilhomme.

## Biographie
De famille noble, fils d'un pasteur, il commence une carrière militaire et fait partie du régiment de Rambures. Il devient comédien dans une compagnie ambulante et joue en province et en 1635 à Londres. En 1638, il arrive à Paris et débute au Théâtre du Marais où il reste plusieurs années, créant les tragédies de Corneille. Il passe en 1647 à l'Hôtel de Bourgogne, où il apporte le répertoire de Corneille et, succédant à Bellerose, il y devient le directeur de la troupe.
Il excelle dans les premiers rôles aussi bien tragiques que comiques, et joue avec une grâce particulière ; on dit de lui que lorsqu'on l'a vu jouer un rôle on ne peut qu'oublier les acteurs qui l'ont précédé. Fort de son succès, autant auprès du public populaire que des courtisans, il devient l'orateur de la troupe, c'est lui qui prononce les « compliments » et remerciements à la fin des spectacles.
Atteint d'une grave maladie, Floridor renonce au théâtre le 30 juillet 1671 et meurt quinze jours plus tard, laissant la direction de la troupe à Hauteroche.
Floridor est, avec Molière, l'un des acteurs les plus connus du XVIIe siècle. Il a participé à la création sur scène de la plupart des pièces de Corneille, ainsi que des premières pièces de Racine.
Il s'est marié par contrat passé le 2 février 1638 avec Marguerite Baloré, dite Mademoiselle Floridor au théâtre. De ce mariage sont nés sept enfants dont Marie-Marguerite de Soulas (1643- ) mariée en 1666 avec Antoine Jacob (1639-1685), avocat au Parlement de Paris et dramaturge, fils de Zacharie Jacob, dit Montfleury, d'où Madeleine Jacob mariée en 1691 avec Jean-Baptiste Villequin (1652- ), fils de De Brie et de Mademoiselle de Brie.

## Quelques rôles
- 1639 : Cinna de Pierre Corneille
- 1640 : Horace de Pierre Corneille
- 1644 : Le Menteur de Pierre Corneille[6]
- 1657 : Cinna de Pierre Corneille (reprise)
- 1657 : Horace de Pierre Corneille (reprise)
- 1659 : Œdipe de Pierre Corneille
- 1663 : Sophonisbe de Pierre Corneille : rôle de Masinissa
- 1665 : Alexandre le Grand de Jean Racine[6]
- 1667 : Andromaque de Jean Racine : rôle de Pyrrhus[6]
- 1669 : Britannicus de Jean Racine : rôle de Néron[6],[7]
- 1670 : Bérénice de Jean Racine : rôle de Titus[6]